# Canuza acmias
Canuza acmias là một loài bướm đêm trong họ Crambidae.